# Distenia charynae
Distenia charynae là một loài bọ cánh cứng trong họ Cerambycidae.